# Non Professional Swiss Romande American Football League
La Non Professional Swiss Romande American Football League (NSFL) è una lega di football americano che si gioca in autunno nei cantoni Friburgo, Ginevra, Vallese e Vaud; la NSFL è una lega indipendente dalla federazione svizzera di football americano, ma non di questa concorrente.
Organizza 5 tornei:
- Torneo Tackle Élite
- Torneo Tackle Junior
- Torneo Flag Élite
- Torneo Flag Junior
- Torneo Flag Poussin.

## Stagione 2016
- Geneva Seahawks[1]
- Geneva Whoppers[2]
- La Chaux-de-Fonds Hornets
- Lausanne LUCAF Owls[3]
- Monthey Rhinos[4]
- Morges Bandits[5]
- Riviera Saints[2]
- Sierre Woodcutters[6]
- Vikings Jura[7]
- Yverdon Ducs[2]

### Società inattive o scomparse
- Brig Falcons (chiusi nel 2006; non hanno mai aderito effettivamente alla lega)
- Genève Warriors (2008-2012)
- Gaulois Orbe[7] (2006-2008)

### Società non più partecipanti
- Black Panthers de Thonon (2011, 2012)
- Fribourg Cardinals[1][6] (2005-2007, 2009, 2012, 2013)
- La Côte Centurions (2005-2013)
- Neuchâtel Knights (2006-2009)

## Finali

### Tackle Élite
| Data               | NSFL Bowl      | Vincitore           | Punteggio             | Finalista             |
| ------------------ | -------------- | ------------------- | --------------------- | --------------------- |
| 2005 (30 ottobre)  | NSFL Bowl I    | Fribourg Cardinals  | 6-0                   | Lausanne Sharks       |
| 2006 (4 novembre)  | NSFL Bowl II   | Fribourg Cardinals  | 22-0                  | Riviera Saints        |
| 2007 (28 ottobre)  | NSFL Bowl III  | Lausanne Sharks     | 25-7                  | Fribourg Cardinals    |
| 2008 (2 novembre)  | NSFL Bowl IV   | Riviera Saints      | 14-6                  | Neuchâtel Knights     |
| 2009 (8 novembre)  | NSFL Bowl V    | Riviera Saints      | 13-12                 | Lausanne LUCAF Owls   |
| 2010 (14 novembre) | NSFL Bowl VI   | Riviera Saints      | 12-7                  | Geneva Seahawks       |
| 2011 (13 novembre) | NSFL Bowl VII  | Geneva Seahawks     | 12-8                  | Lausanne LUCAF Owls   |
| 2012 (11 novembre) | NSFL Bowl VIII | Geneva Seahawks     | 14-7                  | Fribourg Cardinals    |
| 2013 (10 novembre) | NSFL Bowl IX   | Geneva Seahawks     | 32-11                 | Riviera Saints        |
| 2014 (2 novembre)  | NSFL Bowl X    | Geneva Seahawks     | 20-0                  | Lausanne LUCAF Owls   |
| 2015 (8 novembre)  | NSFL Bowl XI   | Geneva Whoppers     | 14-6                  | Geneva Seahawks       |
| 2016 (6 novembre)  | NSFL Bowl XII  | Lausanne LUCAF Owls | 40-0                  | Morges Bandits        |
| 2017 (5 novembre)  | NSFL Bowl XIII | Morges Bandits      | 17-14                 | Yverdon Ducs          |
| 2018 (11 novembre) | NSFL Bowl XIV  | Riviera Saints      | 20-14                 | Monthey Rhinos        |
| 2019               | NSFL Bowl XV   | Luzern Lions        | Vincitori della serie | Vincitori della serie |

### Tackle junior
| Data              | NSFL Bowl      | Vincitore           | Punteggio | Finalista           |
| ----------------- | -------------- | ------------------- | --------- | ------------------- |
| 2008              | NSFL Bowl I    | Lausanne Sharks     | 52-6      | Neuchâtel Knights   |
| 2009              | NSFL Bowl II   | Geneva Whoppers     | 13-6      | Lausanne LUCAF Owls |
| 2010              | NSFL Bowl III  | Geneva Whoppers     | 50-16     | Geneva Seahawks     |
| 2011              | NSFL Bowl IV   | La Côte Centurions  | 14-0      | Geneva Whoppers     |
| 2012              | NSFL Bowl V    | Geneva Whoppers     | 28-22     | La Côte Centurions  |
| 2013              | NSFL Bowl VI   | Fribourg Cardinals  | 25-13     | La Côte Centurions  |
| 2014              | NSFL Bowl VII  | Fribourg Cardinals  | 56-6      | Riviera Saints      |
| 2015 (14 giugno)  | NSFL Bowl VIII | Geneva Whoppers     | 30-0      | Fribourg Cardinals  |
| 2016 (23 ottobre) | NSFL Bowl IX   | Lausanne LUCAF Owls | 40-0      | Morges Bandits      |
| 2017              | NSFL Bowl X    | ?                   | ?-?       | ?                   |
| 2018              | NSFL Bowl XI   | ?                   | ?-?       | ?                   |
| 2019 (27 ottobre) | NSFL Bowl XII  | Fribourg Cardinals  | 32-20     | Riviera Saints      |

### Flag Élite
| Data              | NSFL Bowl           | Vincitore          | Punteggio | Finalista          |
| ----------------- | ------------------- | ------------------ | --------- | ------------------ |
| 2007 (13 maggio)  | NSFL Flag Bowl I    | Yverdon Ducs       | 36-20     | Morges Capone      |
| 2008 (17 maggio)  | NSFL Flag Bowl II   | Genève Warriors    | 32-18     | Riviera Saints     |
| 2009              | NSFL Flag Bowl III  | Genève Warriors    | 83-46     | Morges Bandits     |
| 2010              | NSFL Flag Bowl IV   | Genève Warriors    | 48-40     | Yverdon Ducs       |
| 2011 (30 aprile)  | NSFL Flag Bowl V    | Genève Warriors    | 31-30     | Monthey Old Rhinos |
| 2012              | NSFL Flag Bowl VI   | Yverdon Ducs       | 35-33     | Genève Warriors    |
| 2013 (27 aprile)  | NSFL Flag Bowl VII  | Monthey Old Rhinos | 27-25     | Riviera Saints     |
| 2014              | NSFL Flag Bowl VIII | Monthey Old Rhinos | 36-12     | Sierre Woodcutters |
| 2015              | NSFL Flag Bowl IX   | Monthey Rhinos     | 20-0      | Yverdon Ducs       |
| 2016              | NSFL Flag Bowl X    | Monthey Rhinos     | 33-32     | Yverdon Ducs 2     |
| 2017 (20 maggio)  | NSFL Flag Bowl XI   | Monthey Rhinos     | 38-20     | Yverdon Ducs       |
| 2018 (26 maggio)  | NSFL Flag Bowl XII  | Yverdon Ducs       | 40-12     | Riviera Saints     |
| 2019 (26 ottobre) | NSFL Flag Bowl XIII | La Côte Centurions | 39-25     | Riviera Saints     |

### Flag junior
| Data              | NSFL Bowl           | Vincitore           | Punteggio | Finalista           |
| ----------------- | ------------------- | ------------------- | --------- | ------------------- |
| 2006              | NSFL Flag Bowl I    | Yverdon Ducs        | 32-20     | Riviera Saints      |
| 2007              | NSFL Flag Bowl II   | Gaulois Orbe        | 40-22     | Riviera Saints      |
| 2008              | NSFL Flag Bowl III  | Riviera Saints      | 18-14     | Lausanne Sharks     |
| 2012              | NSFL Flag Bowl IV   | Geneva Seahawks     | 56-6      | Monthey Rhinos      |
| 2013              | NSFL Flag Bowl V    | Geneva Seahawks 1   | 31-6      | Monthey Rhinos      |
| 2014              | NSFL Flag Bowl VI   | Geneva Seahawks 1   | 21-8      | Geneva Seahawks 2   |
| 2015              | NSFL Flag Bowl VII  | Geneva Seahawks     | 25-19     | Monthey Wild Rhinos |
| 2016              | NSFL Flag Bowl VIII | Monthey Wild Rhinos | 73-6      | Yverdon Ducs        |
| 2017              | NSFL Flag Bowl IX   | Monthey Wild Rhinos | 73-6      | Monthey Rhinos      |
| 2018 (26 maggio)  | NSFL Flag Bowl X    | Monthey Wild Rhinos | 22-18     | Sierre Woodcutters  |
| 2019 (19 ottobre) | NSFL Flag Bowl XI   | Monthey Rhinos      | 39-12     | Neuchâtel Knights   |

### Flag poussin
| Data | NSFL Bowl        | Vincitore       | Punteggio | Finalista      |
| ---- | ---------------- | --------------- | --------- | -------------- |
| 2015 | NSFL Flag Bowl I | Geneva Seahawks | 20-0      | Morges Bandits |

### Squadre per numero di campionati vinti
Le tabelle seguenti mostrano le squadre ordinate per numero di campionati vinti nella lega.

#### Tackle Élite
|   | Squadra             | Anni                   |
| - | ------------------- | ---------------------- |
| 4 | Riviera Saints      | 2008, 2009, 2010, 2018 |
| 4 | Geneva Seahawks     | 2011, 2012, 2013, 2014 |
| 2 | Lausanne LUCAF Owls | 2007, 2016             |
| 2 | Fribourg Cardinals  | 2005, 2006             |
| 1 | Luzern Lions        | 2019                   |
| 1 | Morges Bandits      | 2017                   |
| 1 | Geneva Whoppers     | 2015                   |

#### Tackle Junior
|   | Squadra             | Anni             |
| - | ------------------- | ---------------- |
| 3 | Fribourg Cardinals  | 2013, 2014, 2019 |
| 3 | Geneva Whoppers     | 2009, 2010, 2015 |
| 2 | Lausanne LUCAF Owls | 2008, 2016       |
| 2 | La Côte Centurions  | 2011, 2012       |

#### Flag Élite
|   | Squadra            | Anni                         |
| - | ------------------ | ---------------------------- |
| 5 | Monthey Rhinos     | 2013, 2014, 2015, 2016, 2017 |
| 4 | Genève Warriors    | 2008, 2009, 2010, 2011       |
| 3 | Yverdon Ducs       | 2007, 2012, 2018             |
| 1 | La Côte Centurions | 2019                         |

#### Flag Junior
|   | Squadra         | Anni                   |
| - | --------------- | ---------------------- |
| 4 | Monthey Rhinos  | 2016, 2017, 2018, 2019 |
| 4 | Geneva Seahawks | 2012, 2013, 2014, 2015 |
| 1 | Riviera Saints  | 2008                   |
| 1 | Gaulois Orbe    | 2007                   |
| 1 | Yverdon Ducs    | 2006                   |

#### Flag Poussin
|   | Squadra         | Anni |
| - | --------------- | ---- |
| 1 | Geneva Seahawks | 2015 |

## La selezione
La NSFL gestisce una selezione che partecipa al campionato flag élite.

### Dettaglio stagioni

#### Flag football

##### Tornei locali

###### NSFL Flag Élite
| Stagione | regular season | regular season | regular season | regular season | regular season | regular season | playoff | playoff | playoff | playoff | playoff | playoff   | playoff    |
|          | Vin            | Par            | Per            | Tot            | PF             | PS             | Vin     | Per     | Tot     | PF      | PS      | risultato | avversaria |
| -------- | -------------- | -------------- | -------------- | -------------- | -------------- | -------------- | ------- | ------- | ------- | ------- | ------- | --------- | ---------- |
| 2007     | 1              | 0              | 4              | 5              | 36             | 36             | -       | -       | -       | -       | -       | -         | -          |
| Totale   |                |                |                |                |                |                |         |         |         |         |         |           |            |

Fonte: Sito storico SAFV